# 卡拉西吉達
卡拉西吉達（法語：Kala-Siguida），是馬里的城鎮，位於該國中部，由塞古區的尼奧諾省負責管轄，面積377平方公里，海拔高度278米，2009年人口20,335，人口密度每平方公里54人。